# Skraplanie

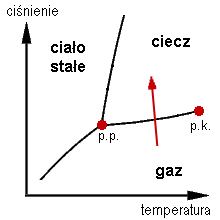
Skraplanie

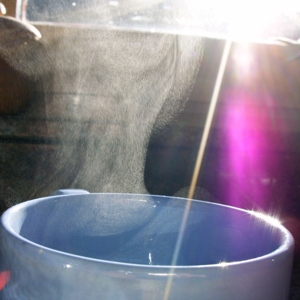
Para wodna z gorącej herbaty skrapla się w powietrzu tworząc delikatną mgiełkę

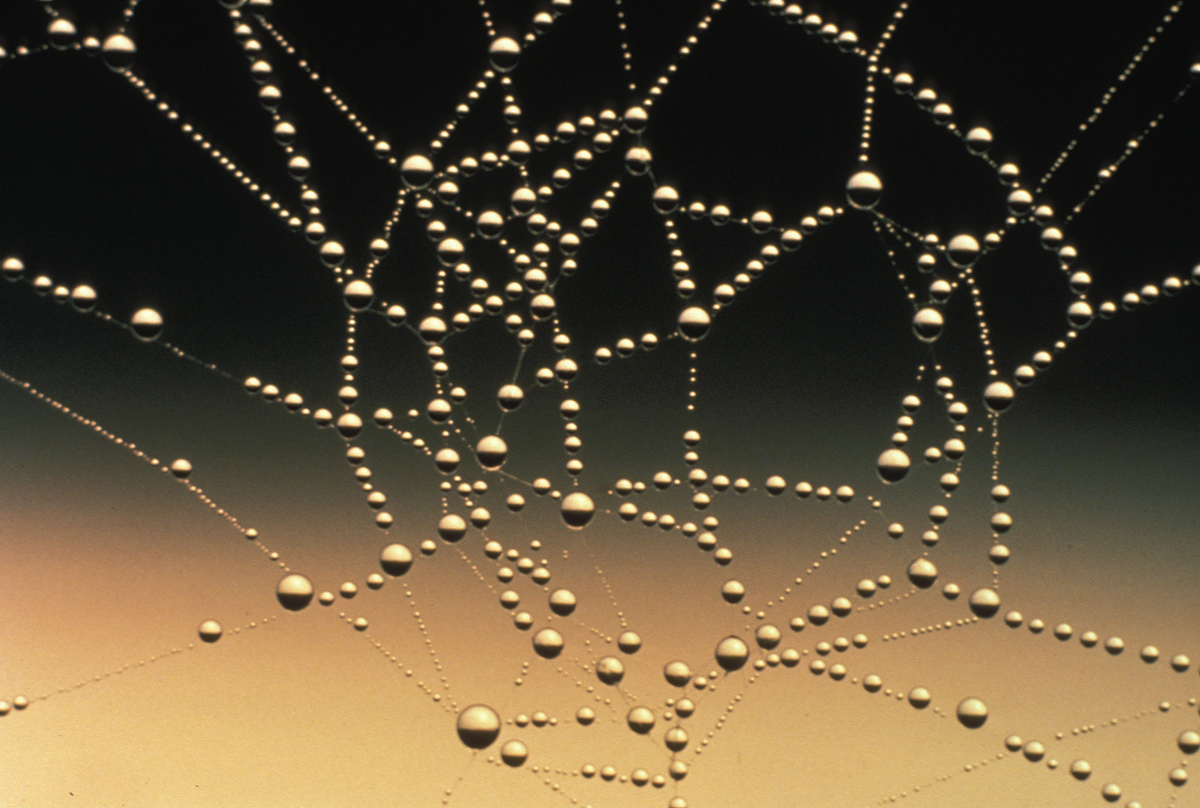
Skroplona woda w postaci kropel na pajęczynie

Skraplanie – zjawisko zmiany stanu skupienia, przejścia substancji z fazy gazowej w fazę ciekłą; przeciwieństwo parowania.
Skraplanie i resublimacja są określane wspólnym terminem kondensacja.
Skraplanie może zachodzić przy odpowiednim ciśnieniu i w temperaturze niższej od temperatury krytycznej. Zestaw tych parametrów (ciśnienie i temperatura), dla których rozpoczyna się proces skraplania, nazywa się punktem rosy.
Kondensacja wiąże się ze zmniejszeniem odległości między cząsteczkami substancji. Spadek temperatury powoduje, że cząsteczki poruszają się wolniej. Siły oddziaływania między nimi wzrastają, aż do momentu uzyskania nowego stanu równowagi. Zachodzi przy tym wydzielanie energii w postaci ciepła. Cząsteczki tworzą zwartą masę, jednak nie powstają między nimi trwałe wiązania charakterystyczne dla ciał stałych.
Proces skraplania zachodzi inaczej, gdy w gazie znajdują się zanieczyszczenia. Mogą one być zarodkami rodzących się kropel lub utrudniać powstawanie cieczy. Zależności fizyczne opisujące kondensację mają bardzo skomplikowane rozwiązania. Jeżeli jakieś zjawisko jest bardzo zależne od procesu skraplania, to trudno jest symulować jego przebieg. Problem ten utrudnia budowanie wiarygodnych prognoz pogody, w której procesy skraplania wody i tworzenia chmur odgrywają zasadniczą rolę.
| Gaz    | Temperatura [K] | Uwagi |
| ------ | --------------- | --- |
| butan  | 275,5           | Skrót LPG. Ciekły propan-butan stosowany między innymi jako paliwo w motoryzacji. |
| propan | 231             | Skrót LPG. Ciekły propan-butan stosowany między innymi jako paliwo w motoryzacji. |
| metan  | 111,4           | Skrót LNG. Główny składnik skroplonego gazu ziemnego (ponad 90%). |
| tlen   | 90,18           | Skrót LOx. Skroplenie tlenu zostało dokonane po raz pierwszy 5 kwietnia 1883 przez profesorów UJ w Krakowie Zygmunta Wróblewskiego (polski chemik) i Karola Olszewskiego (polski fizyk i chemik). |
| argon  | 87,3            | Skroplenie argonu (a także jego zestalenie) zostało dokonane po raz pierwszy w roku 1895 przez Karola Olszewskiego.                                                                               |
| azot   | 77,3            | Skrót LN2. Skroplenie azotu zostało dokonane po raz pierwszy 13 kwietnia 1883 przez Zygmunta Wróblewskiego i Karola Olszewskiego.                                                                 |
| wodór  | 20,268          | Stosowany między innymi jako paliwo rakietowe. |
| hel    | 4,22            | Ciekły hel schłodzony do odpowiedniej temperatury wykazuje nadciekłość. |